# Pekka
Pekka ist ein finnischer männlicher Vorname.

## Bedeutung und Varianten
Pekka ist eine finnische Form von Peter. Andere finnische Varianten sind Pekko, Petri, Pietari und Petteri.

## Namenstag
Namenstag ist der 29. Juni. 

## Bekannte Namensträger
- Pekka Ervast (1875–1934), finnischer Autor
- Pekka Halonen (1865–1933), finnischer Maler
- Pekka Juhani Hannikainen (1854–1924), finnischer Komponist
- Pekka Johansson (1895–1983), finnischer Leichtathlet
- Pekka Koskela (* 1982), finnischer Eisschnellläufer
- Pekka Kunnola (* 1978), finnischer Fußballspieler
- Pekka Kuusisto (* 1976), finnischer Violinist
- Pekka Lagerblom (* 1982), finnischer Fußballspieler
- Pekka Lehtimäki (1934–2013), finnischer Dialektologe
- Pekka Niemi (1909–1993), finnischer Skilangläufer
- Pekka Päivärinta (Leichtathlet) (* 1949), finnischer Leichtathlet
- Pekka Päivärinta (Rennfahrer) (* 1971), finnischer Motorradrennfahrer
- Pekka Pohjola (1952–2008), finnischer Musiker
- Pekka Rauhala (* 1960), finnischer Ringer
- Pekka Rinne (* 1982), finnischer Eishockeytorwart
- Pekka Salminen (* 1981), finnischer Skispringer
- Pekka Suorsa (* 1967), finnischer Skispringer
- Pekka Vapaavuori (* 1962), finnischer Architekt
- Pekka Vasala (* 1948), finnischer Leichtathlet

- Esa-Pekka Salonen (* 1958), finnischer Dirigent und Komponist
- Ari-Pekka Nikkola (* 1969), finnischer Skispringer
- Jukka-Pekka Saraste (* 1956), finnischer Dirigent
- Olli-Pekka Kallasvuo (* 1953), finnischer Industriemanager
- Olli-Pekka Karjalainen (* 1980), finnischer Leichtathlet
- Olli-Pekka Laine (Oppu; * 1973), finnischer Bassist
- Olli-Pekka Peltola (* 1969), finnischer Biathlet